# Cronologia da colonização de África

## Terceiro Milênio a.C.

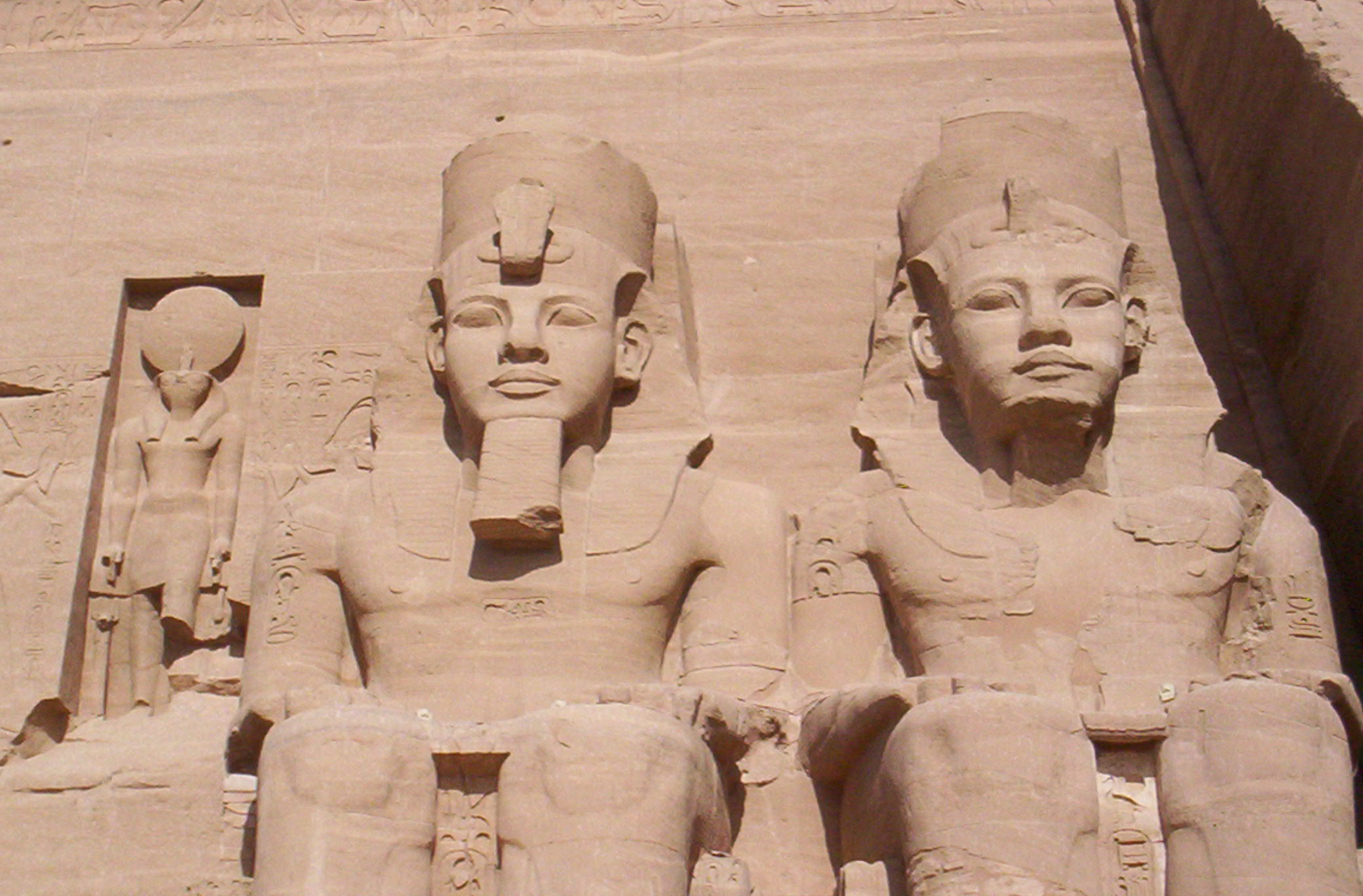
Estátuas de Ramessés II e Nefertari em Abul-Simbel, Núbia (século XIII a.C.)

- Terceiro Milênio a.C.: o Egito é invadido por Indo-Europeus e Hicsos
- Terceiro Milênio a.C. - fundado o Reino de Cuxe, atualmente no Egito e Sudão. Dura até ao século IV a.C.

## Primeiro Milênio a.C.
- século X a.C.: os fenícios começaram a estabelecer colónias na costa africana do Mediterrâneo
- 814 a.C. - data tradicional da fundação de Cartago pelos fenícios[1]
- século VI a.C. ao século III a.C.: os gregos estabelecem colónias em África
- século II a.C.: os romanos estabelecem colónias em África
- 146 a.C. - Cartago é destruída pelos romanos na sequência da Terceira Guerra Púnica

## SéculosI-XIII

Mapa do Império Romano na sua extensão máxima, sob Trajano (século II)

- século V: os vândalos tomam algumas colónias romanas de África
- século VI: o Império Bizantino coloniza todo o norte de África
- século VII: os árabes iniciam a islamização de África

## Século XIV
- 1309: Descoberta das ilhas Canárias pelos portugueses

## Século XV
- 1415: Conquista de Ceuta pelos portugueses
- 1434: O navegador português Gil Eanes dobra o Cabo Bojador
- 1437: Ataque e derrota dos portugueses em Tânger, Marrocos
- 1444: Descoberta e conquista da Guiné pelos portugueses
- 1456: Descoberta de Cabo Verde, ao serviço do Infante D. Henrique
- 1479: Os portugueses cedem as ilhas Canárias à Espanha
- 1482: Os portugueses constroem o Castelo de São Jorge da Mina na Costa do Ouro (actual Gana, Central region)
- 1487: Bartolomeu Dias atinge o Cabo da Boa Esperança e aí coloca um padrão
- 1498: Vasco da Gama chega à Índia e, no caminho, "descobre" e dá nomes portugueses ao Natal, na costa oriental da África do Sul e Quelimane e Ilha de Moçambique no território com este nome

## Século XVI
- 1505: Os portugueses destroem Kilwa Kisiwani
- 1528: Os portugueses capturam Mombaça
- 1572: Conquista de Tunis pelos espanhóis

## Século XVII
- 1652: Os holandeses fundam a Cidade do Cabo

## Século XVIII
- 1779-1981: Primeira Guerra dos Cafres ("Kaffir War", em língua inglesa), entre os Xhosas e os Boers na África do Sul

## Século XIX

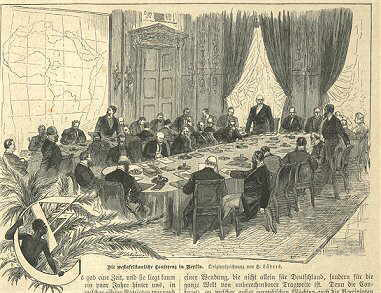
Conferência de Berlim em representação da época

- 1821 - Fundação da Libéria por ex-escravos provenientes dos Estados Unidos
- 1885 - na Conferência de Berlim, a África é partilhada pelas potências europeias. Cabinda é colocada como protectorado português